# Marco Schwarz
Marco („Blacky“) Schwarz (* 16. August 1995 in Villach) ist ein österreichischer Skirennläufer. Seine Stärken liegen in den technischen Disziplinen Slalom und Riesenslalom sowie in der Kombination. 2021 wurde er Weltmeister in der Kombination, dazu gewann er fünf weitere Einzelmedaillen bei Weltmeisterschaften und eine Silbermedaille im Teambewerb. In der Saison 2020/21 entschied er den Slalomweltcup für sich. 

## Biografie
Schwarz kommt aus Radenthein in Kärnten und fährt für den Schiclub Bad Kleinkirchheim. Er wurde mit zehn Jahren in den Kärntner Schülerkader aufgenommen. Im Dezember 2010 bestritt er seine ersten FIS-Rennen und nahm im Jänner 2012 erfolgreich an den Olympischen Jugend-Winterspielen 2012 teil. Er gewann Gold im Riesenslalom und in der Alpinen-Kombination. Am 20. Jänner 2013 bestritt er beim Slalom in Kirchberg in Tirol erstmals ein Europacuprennen, wo er jedoch im ersten Durchgang ausschied. Zur Saison 2013/14 wurde er in den C-Kader des Österreichischen Skiverbands aufgenommen und startet seit diesem Winter regelmäßig im Europacup. Bei den Juniorenweltmeisterschaften 2014 in Jasná gewann er die Goldmedaille im Super-G. Am 21. Februar 2015 erreichte er mit Platz 3 im Slalom von Jaun seine erste Podestplatzierung im Europacup. Einen Tag später legte er ebenfalls im Slalom den ersten Sieg nach.
Im Weltcup nahm Schwarz im Slalom von Levi erstmals am 18. November 2014 an einem Rennen teil. Seitdem gehört er regelmäßig dem Slalom-Aufgebot des ÖSV an. Am 22. Dezember 2015 wurde er im Slalom von Madonna di Campiglio überraschend Dritter und erzielte damit seine erste Weltcup-Podestplatzierung; sein bis dahin bestes Ergebnis war ein 18. Platz gewesen. Beim Slalom im japanischen Naeba am 14. Februar 2016 fuhr er erneut auf den dritten Platz. Bei den Olympischen Spielen 2018 in Pyeongchang gewann der damals 22-Jährige am 24. Februar gemeinsam mit Stephanie Brunner, Manuel Feller, Katharina Gallhuber, Katharina Liensberger und Michael Matt die Silbermedaille im erstmals olympisch ausgetragenen Mannschaftswettbewerb.
Am 1. Jänner 2019 gewann Schwarz beim Parallel-Slalom in Oslo sein erstes Weltcuprennen. Elf Tage später, beim Riesenslalom am Chuenisbärgli in Adelboden, fuhr er mit der hohen Startnummer 67 auf den 7. Platz. Am 18. Jänner gelang ihm in der Kombination in Wengen sein zweiter Weltcupsieg. Bei den Weltmeisterschaften 2019 in Åre gewann er mit Bronze in der Kombination seine erste Einzelmedaille bei einem Großereignis, gefolgt von Silber im Mannschaftswettbewerb und Bronze im Slalom. Am 19. Februar 2019 wurde er im Parallel-Slalom in Stockholm Dritter. Drei Tage später zog er sich im Kombinations-Super-G von Bansko, ohne dabei zu Sturz gekommen zu sein, einen Riss des vorderen Kreuzbands und des Innenmeniskus zu. Er fiel somit für die restliche Saison aus.
Schwarz erreichte am 12. Jänner 2020 im Slalom von Adelboden mit dem dritten Platz erstmals nach seiner Verletzung wieder das Podest. Am 26. Jänner 2020 fuhr er beim Slalom in Kitzbühel auf den zweiten Rang. Am 10. Jänner 2021 gewann er am Chuenisbärgli nach zuvor sieben Podestplätzen in dieser Disziplin erstmals einen Weltcup-Slalom. Am 26. Jänner 2021 feierte er beim Nightrace in Schladming seinen ersten Weltcupsieg in Österreich. Am 15. Februar 2021 wurde er in der Alpinen Kombination Weltmeister, 4 Tage später gewann er die Bronzemedaille im Riesenslalom. Im abschließenden WM-Slalom lag er nach dem 1. Durchgang 0,57 Sekunden hinter dem Führenden Adrian Pertl auf Platz 8. Im 2. Durchgang schied er mit Zwischenbestzeit aus. Die erfolgreiche Saison 2020/21 rundete er am 14. März 2021 mit dem Gewinn der kleinen Kristallkugel im Slalom ein Rennen vor Saisonende ab.
Anfang November 2021 erlitt Schwarz bei einem Trainingssturz einen Einriss des Syndesmosebandes im linken Sprunggelenk. Diese Verletzung behinderte ihn über einen großen Teil der Saison 2021/22 hinweg, sodass er bei weitem nicht an die Leistungen des Vorwinters anknüpfen konnte. Im Winter 2022/23 entwickelte sich Schwarz zum Allrounder. Auf dem Lauberhorn belegte er bei seinem ersten Weltcupstart in der Abfahrt Rang sechs, im Nachtriesenslalom von Schladming gelang ihm als Dritter sein erster Podestplatz in dieser Disziplin. Bei den Weltmeisterschaften in Courchevel/Méribel fuhr er in allen fünf Disziplinen unter die besten sechs. Dabei gewann er die Silbermedaille in der Kombination sowie die Bronzemedaille im Riesenslalom. In der Abfahrt verpasste er eine weitere Medaille als Vierter nur knapp, im Super-G und im Slalom wurde er jeweils Sechster. Nach der WM feierte er in Palisades Tahoe seinen ersten Weltcupsieg im Riesenslalom. Beim Saisonfinale in Soldeu fuhr er als Super-G-Zweiter hinter Marco Odermatt erstmals auf ein Speed-Podest.
Am 22. Dezember 2023 erreichte Schwarz im Nachtslalom von Madonna di Campiglio seinen dritten Sieg in einem Weltcup-Slalom und übernahm damit nach acht ausgetragenen Rennen die Führung in der Zwischenwertung des Gesamtweltcups.
Am 28. Dezember 2023 hatte er beim Abfahrts-Weltcup-Rennen in Bormio einen Unfall, bei dem er einen Kreuzbandriss, Meniskusriss und Knorpelschaden am rechten Knie erlitt, was das vorzeitige Saisonende bedeutete.

## Erfolge

### Olympische Spiele
- Pyeongchang 2018: 2. Mannschaftswettbewerb, 4. Alpine Kombination, 11. Slalom
- Peking 2022: 14. Riesenslalom, 17. Slalom

### Weltmeisterschaften
- St. Moritz 2017: 7. Slalom
- Åre 2019: 2. Mannschaftswettbewerb, 3. Slalom, 3. Alpine Kombination, 5. Riesenslalom
- Cortina d’Ampezzo 2021: 1. Alpine Kombination, 3. Riesenslalom
- Courchevel/Méribel 2023: 2. Alpine Kombination, 3. Riesenslalom, 4. Abfahrt, 6. Super-G, 6. Slalom
- Saalbach-Hinterglemm 2025: 5. Riesenslalom

### Weltcupwertungen
| Saison  | Gesamt | Gesamt | Abfahrt | Abfahrt | Super-G | Super-G | Riesenslalom | Riesenslalom | Slalom | Slalom | Kombination | Kombination | Parallel | Parallel |
| Saison  | Platz  | Punkte | Platz   | Punkte  | Platz   | Punkte  | Platz        | Punkte       | Platz  | Punkte | Platz       | Punkte      | Platz    | Punkte   |
| ------- | ------ | ------ | ------- | ------- | ------- | ------- | ------------ | ------------ | ------ | ------ | ----------- | ----------- | -------- | -------- |
| 2015/16 | 34.    | 298    | –       | –       | –       | –       | 49.          | 15           | 8.     | 283    | –           | –           | –        | –        |
| 2016/17 | 66.    | 107    | –       | –       | –       | –       | –            | –            | 23.    | 107    | –           | –           | –        | –        |
| 2017/18 | 39.    | 210    | –       | –       | –       | –       | 49.          | 14           | 16.    | 174    | 23.         | 22          | –        | –        |
| 2018/19 | 9.     | 560    | –       | –       | –       | –       | 31.          | 49           | 7.     | 411    | 2.          | 100         | –        | –        |
| 2019/20 | 18.    | 414    | –       | –       | –       | –       | 18.          | 101          | 7.     | 274    | 20.         | 32          | 35.      | 7        |
| 2020/21 | 3.     | 814    | –       | –       | –       | –       | 18.          | 149          | 1.     | 665    | –           | –           | –        | –        |
| 2021/22 | 22.    | 327    | –       | –       | –       | –       | 20.          | 107          | 12.    | 220    | –           | –           | –        | –        |
| 2022/23 | 7.     | 863    | 31.     | 64      | 13.     | 151     | 4.           | 449          | 13.    | 199    | –           | –           | –        | –        |
| 2023/24 | 11.    | 464    | 42.     | 29      | 28.     | 45      | 12.          | 210          | 15.    | 180    | –           | –           | –        | –        |
| 2024/25 | 37.    | 243    | -       | -       | -       | -       | 17.          | 161          | 28.    | 82     | –           | –           | –        | –        |

### Weltcupsiege
- 23 Podestplätze, davon 6 Siege:

| Datum             | Ort                  | Land       | Disziplin    |
| ----------------- | -------------------- | ---------- | ------------ |
| 1. Jänner 2019    | Oslo                 | Norwegen   | City Event   |
| 18. Jänner 2019   | Wengen               | Schweiz    | Kombination  |
| 10. Jänner 2021   | Adelboden            | Schweiz    | Slalom       |
| 26. Jänner 2021   | Schladming           | Österreich | Slalom       |
| 25. Februar 2023  | Palisades Tahoe      | USA        | Riesenslalom |
| 22. Dezember 2023 | Madonna di Campiglio | Italien    | Slalom       |

### Europacup
- Saison 2014/15: 5. Slalomwertung
- 6 Podestplätze, davon 2 Siege:

| Datum            | Ort      | Land     | Disziplin |
| ---------------- | -------- | -------- | --------- |
| 22. Februar 2015 | Jaun     | Schweiz  | Slalom    |
| 3. Dezember 2015 | Hemsedal | Norwegen | Slalom    |

### Juniorenweltmeisterschaften
- Jasná 2014: 1. Super-G, 3. Abfahrt, 26. Riesenslalom
- Hafjell 2015: 2. Slalom

### Weitere Erfolge
- 3-facher Österreichischer Meister (Riesenslalom 2015, Slalom und Kombination 2016)
- Österreichischer Jugendmeister (Abfahrt und Riesenslalom 2012, Super-G und Slalom 2013, Slalom 2014)
- Jugendolympiasieger (Super Kombination, Riesenslalom und Team 2012)
- 8 Siege in FIS-Rennen

## Auszeichnungen
- 2019: Großes Goldenes Ehrenzeichen des Landes Kärnten[10]